# Aleksander Wojciechowski (krajoznawca)
Aleksander  Wojciechowski (ur. 30 czerwca 1904 w Łodzi, zm. 4 października 1981 w Łodzi) – polski krajoznawca, turysta, przewodnik łódzki, nestor przewodników łódzkich, regionalista.

## Praca
Z wykształcenia ekonomista, pracował w różnych łódzkich przedsiębiorstwach, ostatnich wiele lat przed emeryturą był kierownikiem działu administracyjnego w Łódzkim Przedsiębiorstwie Instalacji Sanitarnych i Elektrycznych. Obowiązki zawodowe łączył z działaniami społecznymi w zakładzie – był m.in. w różnych latach członkiem Rady Zakładowej, przewodniczącym Kasy Zapomogowo-Pożyczkowej, członkiem Komisji Rozjemczej i przewodniczącym Rady Robotniczej.  

## Działalność krajoznawcza
W 1951 ukończył kurs dla przewodników (otrzymał legitymację nr 2), a w 1953 wstąpił do Polskiego Towarzystwa Turystyczno-Krajoznawczego. Był przez wiele lat członkiem zarządu Koła Przewodników, a w latach 1960–1970 był prezesem Zarządu Koła Przewodników.
W latach 1956–1962 był wiceprzewodniczącym Komisji Turystyki Pieszej Oddziału PTTK w Łodzi, w latach 1956–1970 członkiem Zarządu Oddziału PTTK w Łodzi, a w latach 1962–1968 członkiem prezydium Zarządu Okręgu PTTK w Łodzi. Od 1976 był członkiem Komisji Seniorów przy ZW PTTK w Łodzi.

## Wyróżnienia i odznaczenia
- Honorowa Odznaka Miasta Łodzi
- Honorowa Odznaka Województwa Łódzkiego
- Złota Odznaka "Zasłużony Działacz Turystyki"
- Złota Honorowa Odznaką PTTK
- Medal 100-lecia turystyki
- Medal XXV-lecia Łódzkiego Oddziału PTTK
- Odznaka "Za zasługi dla ZW PTTK”
- inne odznaczenia, medale, dyplomy turystyczne i resortowe

Został pochowany na cmentarzu przy ul. Szczecińskiej w Łodzi.